# Ванесса Лі Честер
Ванесса Лі Честер (англ. Vanessa Lee Chester; нар. 2 липня 1984, Голлівуд, Лос-Анджелес, Каліфорнія, США) — американська теле- і кіноакторка, найвідоміша за ролями у фільмах «Парк Юрського періоду: Загублений світ» та «Маленька принцеса».

## Життєпис
Ванесса народилася 1984 року в сім'ї іммігрантів з Гаяни, які іммігрували до США. У ранньому дитинстві вона переїхала з матір'ю в Лос-Анджелес, Каліфорнія, де почала проходити прослуховування та з'являтися в рекламі і стала першою в сім'ї, що народилася США. У 2006 році закінчила Університет Південної Каліфорнії та здобула ступінь бакалавра природничих наук.
Честер дебютувала в кіно в комедії CB4 в 1993 році з Крісом Роком. Наступного року вона зіграла роль другого плану у фільмі Альфонсо Куарона «Маленька принцеса» (1995). У 1996 році з'явилася разом з Мішель Трахтенберг у ролі Джені у фільмі Nickelodeon The Spy, який мав помірний касовий успіх. Наступного року отримала головну роль Келлі у фільмі Стівена Спілберга «Парк Юрського періоду 2: Загублений світ» (1997), зігравши доньку Яна Малкольма (Джефф Голдблюм). Фільм став касовим хітом, зібравши понад 600 мільйонів доларів у всьому світі. Пізніше Честер здебільшого працювала на телебаченні, особливо з'явившись у фільмах «Малькольм у центрі» та «Західне крило». 
Була номінована на премію «Сатурн» («Парк Юрського періоду 2: Загублений світ»), премію «Імідж» («Парк Юрського періоду 2: Загублений світ»), премію «Молодий актор» («Маленька принцеса») і отримала премію «Young Artist Award» за найкращу роль у повнометражному фільмі — Молода акторка другого плану (Шпигунка Гаррієт). 
На початку 2012 року Честер почала працювати над безіменним фільмом Тай Ходжеса.

## Фільмографія
- 1993 — CB4 — Талона
- 1994 — Me and the Boys — Рени (серіал)
- 1995 — Казкові історії для всіх дітей / Happily Ever After: Fairy Tales for Every Child — школярка #3 (серіал)
- 1995 — Маленька принцеса / A Little Princess — Беккі
- 1996 — Шпигунка Герріет / Harriet the Spy — Джені Гіббс
- 1997 — Земля обітована / Promised Land — Емілі Діксон (серіал)
- 1997 — Парк Юрського періоду 2: Загублений світ / The Lost World: Jurassic Park — Келлі Кертіс Малкольм
- 1997 — Jurassic Park: Chaos Island (відеогра, озвучка)
- 1997 — Шоу Розі О'Доннелл / The Rosie O'Donnell Show (серіал, грає саму себе)
- 1999 — Це все вона / She's All That — дівчинка #2
- 1999 — Будь собою! / Get Real — груба дівчинка (серіал)
- 1999 — 2000 — Знову і знову / Once and Again — Енні (серіал)
- 2000 — Dreams in the Attic — Анджел
- 2000 — Моя зведена сестра — інопланетянка / Stepsister from Planet Weird — Мішель (ТВ)
- 2001 — Beyond Jurassic Park (відео, грає саму себе)
- 2002 — Сімейний закон / Family Law — дівчина #1 (серіал)
- 2002 — Малкольм у центрі уваги / Malcolm in the Middle — студентка #3 (серіал)
- 2004 — Розслідування Джордан / Crossing Jordan — Ендрі (серіал)
- 2005 — Без сліду / Without a Trace — Дорі (серіал)
- 2006 — Західне крило / The West Wing — молода виборчиня #2 (серіал)
- 2006 — Вероніка Марс / Veronica Mars — Морін (серіал)
- 2006 — The Shift — дочка (коротке відео)
- 2006 — Правосуддя / Justice — 2-я присяжна (серіал)
- 2008 — Екстремальне кіно / Extreme Movie — Шарлотта
- 2009 — Папі знову 17 / 17 Again — черлідер #1
- 2010 — Самотня зірка / Lone Star — Тамар Хілл (серіал)
- 2011 — Reconstruction — Елінор (ТБ)
- 2011 — 9ine — Кендес (серіал)
- 2011 — Переплутані при народженні / Switched at Birth — Ліззі (серіал)
- 2012 — Як я зустрів вашу маму / How I Met Your Mother — Мія
- 2015 — Скорпіон / Scorpion — секретарка
- 2016 — Ladies Like Us: The Rise of Neighborhood — Наталія
- 2021 — Summer Camp Island — Ненсі (озвучка)

## Нагороди та номінації

### Перемоги
- " Молодий актор "
  - 1997 — Найкраще виконання в художньому фільмі (за фільм « Шпигунка Герріет»)

### Номінації
- « Молодий актор»
  - 1996 — Найкраща провідна молода актриса (за фільм « Маленька принцеса»)
- NAACP Image Award
  - 1998 — Видатна молода актриса (за фільм " Парк Юрського періоду: Загублений світ ")
- « Сатурн»
  - 1998 — Найкраще виконання ролі молодою актрисою (за фільм « Парк Юрського періоду: Загублений світ»)